# Sardis (Arkansas)
Sardis statisztikai település az Amerikai Egyesült Államok Arkansas államában, Saline megyében. Lakosainak száma 833 fő (2020. április 1.).

## Népesség
A település népességének változása:

| 2020 | 833 |